# Харков
Ха̀рков (на украински: Харків, произн. „Харкив“) е вторият по големина град в Украйна с население 1 421 000 души (2022), административен център на Харковска област. Разположен е в североизточната част на страната и едно от главните промишлени, културни, образователни и научни средища в Украйна.

## История
Основан в средата на XVII век като седалище на един от полковете на Слободска Украйна, градът е със свой университет от 1807 г. В ранните години от съществуването на Съветския съюз Харков е столица (1917 – 34) на Украинската съветска социалистическа република. По време на големия украински глад (гладомор) от началото на 30-те години много хора напускат украинските села, търсейки храна в градове като Харков. Някои от тези хора умрели от глад и били погребани тайно в градските гробища.
По време на Втората световна война Харков на четири пъти е поле на бойни действия. Градът е превзет от Вермахта, по-късно е освободен от Червената армия, след което отново е превзет от Вермахта. На 23 август 1943 е за втори път в съветски ръце. Около седемдесет процента от града е унищожен, а 10 000 жители на града – убити.
Преди окупацията танковата промишленост на Харков е изнесена в Урал заедно с цялото оборудване, превръщайки се в сърцето на танковите програми на Червената армия. След войната съоръженията са върнати обратно в Харков, а танковите заводи работят и до днес.

## Забележителности
- През 2007 г. виетнамската общност в града построява най-големия будистки храм в Европа – „ЧукЛам Харков“ („Бамбукова гора Харков“), на площ от 1 хектар.
- Харковският площад „Свобода“ (Дзержинский) е осмият по големина централен градски площад в Европа и на четиринадесето място по големина в света.
- Шест театъра
- Градска художествена галерия
- Пет музея
- Благовещенска катедрала

## Образование и наука
Харковският университет е основан през 1807 г. от Василий Каразин. В Харков има 30 висши учебни заведения и 60 научноизследователски института.

## Стопанство
Харков се специализира в оръжейната промишленост и машиностроенето. В града съществуват стотици промишлени компании, сред които:
- Харковско конструкторско бюро по машиностроене „А. А. Морозов“
- Завод „В. А. Малишев“ (водещ в производството на танкове от 30-те години на XX век)
- Хартрон (аерокосмическа и ядрена електроника)
- Турбоатом (турбини)

## Транспорт
Харков разполага с метро с дължина 34 km и 26 спирки.

## Известни личности
| Година | Брой на населението |
| ------ | ------------------- |
| 1660   | 1000                |
| 1788   | 10 742              |
| 1850   | 41 861              |
| 1861   | 50 301              |
| 1901   | 198 273             |
| 1916   | 352 300             |
| 1917   | 382 000             |
| 1920   | 285 000             |
| 1926   | 417 000             |
| 1939   | 833 000             |
| 1941   | 902 312             |
| 1941   | 1 400 000           |
| 1941   | 456 639             |
| 1943   | 170 000             |
| 1959   | 930 000             |
| 1962   | 1 000 000           |
| 1976   | 1 384 000           |
| 1982   | 1 500 000           |
| 1989   | 1 593 970           |
| 1999   | 1 510 200           |
| 2001   | 1 470 900           |

Родени в Харков
- Валентин Арсениев (р. 1908), български писател
- Людмила Гурченко (1935 – 2011), актриса и певица
- Александър Зилоти (1863 – 1945), пианист
- Алексей Печеров (р. 1985), баскетболист
- Марк Тайманов (р. 1926), шахматист
- Владимир Татлин (1885 – 1953), художник
- Александър Шевченко (1883 – 1948), художник

Починали в Харков
- Марин Дринов (1838 – 1909), български историк, прекарал по-голямата част от живота си в града
- Владимир Савон (1940 – 2005), украински шахматист

Други личности, свързани с Харков
- Васил Кънчов (1862 – 1902), български учен, учил химия в Харков (1884 – 1885)
- Христо Славейков (1862 – 1935), български политик, завършил право в Харков през 1881
- Иван Бунин (1870 – 1953), руски поет и писател, живял в Харков (1889 – 1895)
- Кръстьо Раковски (1873 – 1941), съветски политически и държавен деец, и дипломат от български произход, първият министър-председател на Украйна през периода 1919 – 1923 г., живял в Харков (1919 – 1923)
- Виктор Скумин (p. 1948), руски и съветски учен, психиатър, психотерапевт и психолог, професор, доктор на медицинските науки, писател, философ, живял в Харков (1967 – 1993).

## Побратимени градове
Харков е побратимен град с:
- Болоня, Италия
- Бърно, Чехия[14]
- Варна, България[15]
- Даугавпилс, Латвия
- Дзинан, Китай
- Каунас, Литва[16]
- Кутаиси, Грузия
- Лил, Франция
- Нюрнберг, Германия
- Познан, Полша[17][18]
- Ришон ле Цион, Израел
- Синсинати, САЩ
- Тиендзин, Китай

## Галерия
- Вливането на река Лопанская в река Харков
- Покровският собор, 1689 – 1729
- Успенският собор, 1771 – 1774
- Институтът на танковите войски
- Ректоратът на Харковския университет, 1930 – 1932
- Централният универсален магазин, 1933
- Харковската гара, 1946
- Харковският театър за опера и балет, 1991 – 1992
- Паметникът на репресираните кобзари, 1997